# Goniopora parvistella
Goniopora parvistella is een rifkoralensoort uit de familie van de Poritidae. De wetenschappelijke naam van de soort is voor het eerst geldig gepubliceerd door Ortman.